# Крылья Советов (дворец спорта)
Универсальный дворец спорта «Крылья Советов» — универсальный (ледовый) дворец спорта в городе Москва (Россия). Вместимость 5500 зрителей.
Расположен на территории района «Можайский» Западного административного округа Москвы, между улицами Кубинка и Толбухина, по адресу: город Москва, улица Толбухина, дом 10/4, строение 1.
В УДС с 1980 года проводит домашние матчи хоккейный клуб «Крылья Советов».

## История
Универсальный дворец спорта был построен к летним Олимпийским играм 1980 года в Москве. Официальное открытие состоялось 26 июня 1980 года.
Заказчиком строительства было предприятие ВИЛС (ныне ОАО «ВИЛС»). В первую очередь дворец спорта предназначался для хоккейной команды «Крылья Советов».
Строительство велось достаточно долго — первые работы по возведению домашней арены хоккейного клуба «Крылья Советов» начались в 1974 году.
В процессе строительства был снесён незадолго перед тем построенный (1973 год) трехэтажный спортивный корпус с раздевалками и спортивными залами для хоккеистов ХК «Крылья Советов» и фехтовальщиков СК «Искра».
2 декабря 1980 года в УДС был проведён первый официальный хоккейный матч, встретились клубы «Крылья Советов» и «Салават Юлаев».
Содержание дворца спорта обходится достаточно дорого, поэтому в конце 1980-х и в 1990-е годы во дворце спорта «КС» регулярно проводились многочисленные концерты и массовые мероприятия, включая детские новогодние ёлки-спектакли, во время которых ледовая арена укрывалась специальными теплоизоляционными щитами, на которые устанавливались концертная сцена и партер.
Также в 1990-е годы в фойе дворца спорта «КС» долгое время работала вещевая рыночная ярмарка.
В середине 2000-х годов, кроме хоккейных матчей, на арене УДС был организован платный ночной каток или «Дискотека на коньках».

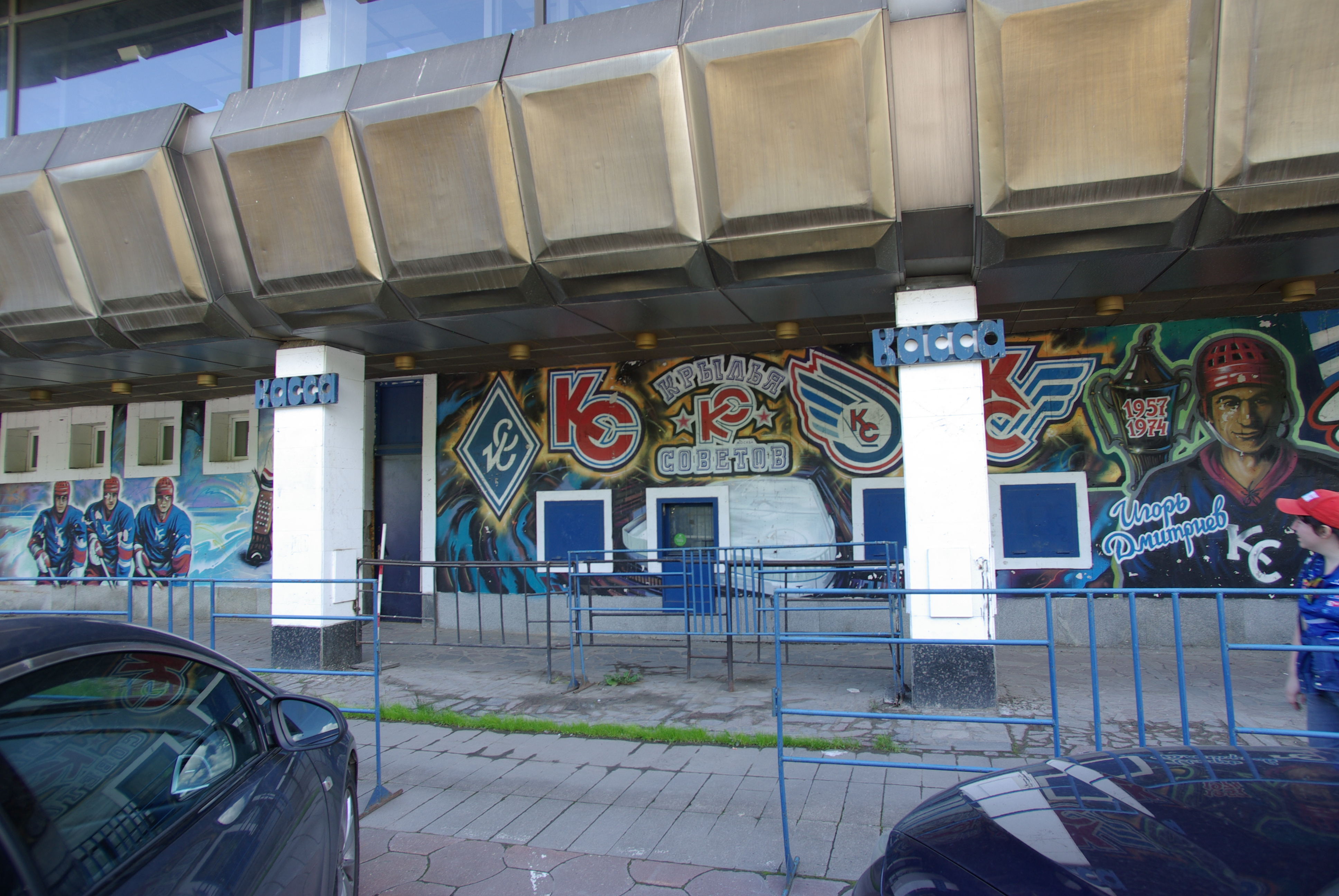
Окошки касс

В 2014 году появилась публикация о существующем проекте реконструкции дворца спорта и всего прилегающего спортивного комплекса «Крылья Советов» с созданием новой хоккейной арены и масштабной застройкой прилегающей территории жилыми домами.
В 2015 году на арене проходили съемки телесериала «Молодёжка». По сериалу дворец был домашней ареной ХК «Титан».

### Концертные мероприятия
В конце 1980-х и в 1990-е годы в УДС «Крылья Советов» со своими концертами выступали такие звезды как: Алла Пугачёва, Александр Розенбаум, Виктор Цой, рок-группы: «Кино», «Альянс», «Машина времени», «Гражданская оборона», «Чёрный кофе», «Мастер» и другие.
6 апреля 1991 года в УДС «Крылья советов» прошёл благотворительный рок-фестиваль «Рок против террора», на котором выступили такие группы как: АВИА, «Нюанс», «Мцыри», CrossroadZ, «Ва-БанкЪ», «Калинов мост», Bix, «АукцЫон», «Чайф», ДДТ, «Наутилус Помпилиус», «Бригада С», «Алиса».
А 16 мая 1992 года в УДС прошёл особый рок-концерт, на котором состоялась презентация альбома «Всё это рок-н-ролл» группы «Бригада С». На концерте выступили лидеры практически всех наиболее известных на тот момент российских рок-групп: Гарик Сукачев («Бригада С»), Константин Кинчев («АлисА»), Юрий Шевчук («ДДТ»), Александр Скляр («Ва-БанкЪ»), Владимир Шахрин («ЧайФ»), Вячеслав Бутусов («Nautilus Pompilius»), Сергей Воронов («CrossroadZ»), и американская рок-певица Джоанна Стингрей.

## Транспортная доступность
Дворец спорта «Крылья Советов» находится на окраине Москвы, примерно в 1,3 км от МКАД. Ближайшая станция метро — «Молодёжная», которая находится на расстоянии примерно 2,4 км от дворца спорта.

## Особенности конструкции
Особенности конструкции состоят в том, что крыша дворца спорта, внешние панели, оконные рамы и многие элементы оформления и интерьера изготовлены из дюралюминиевых сплавов на предприятии «ВИЛС».

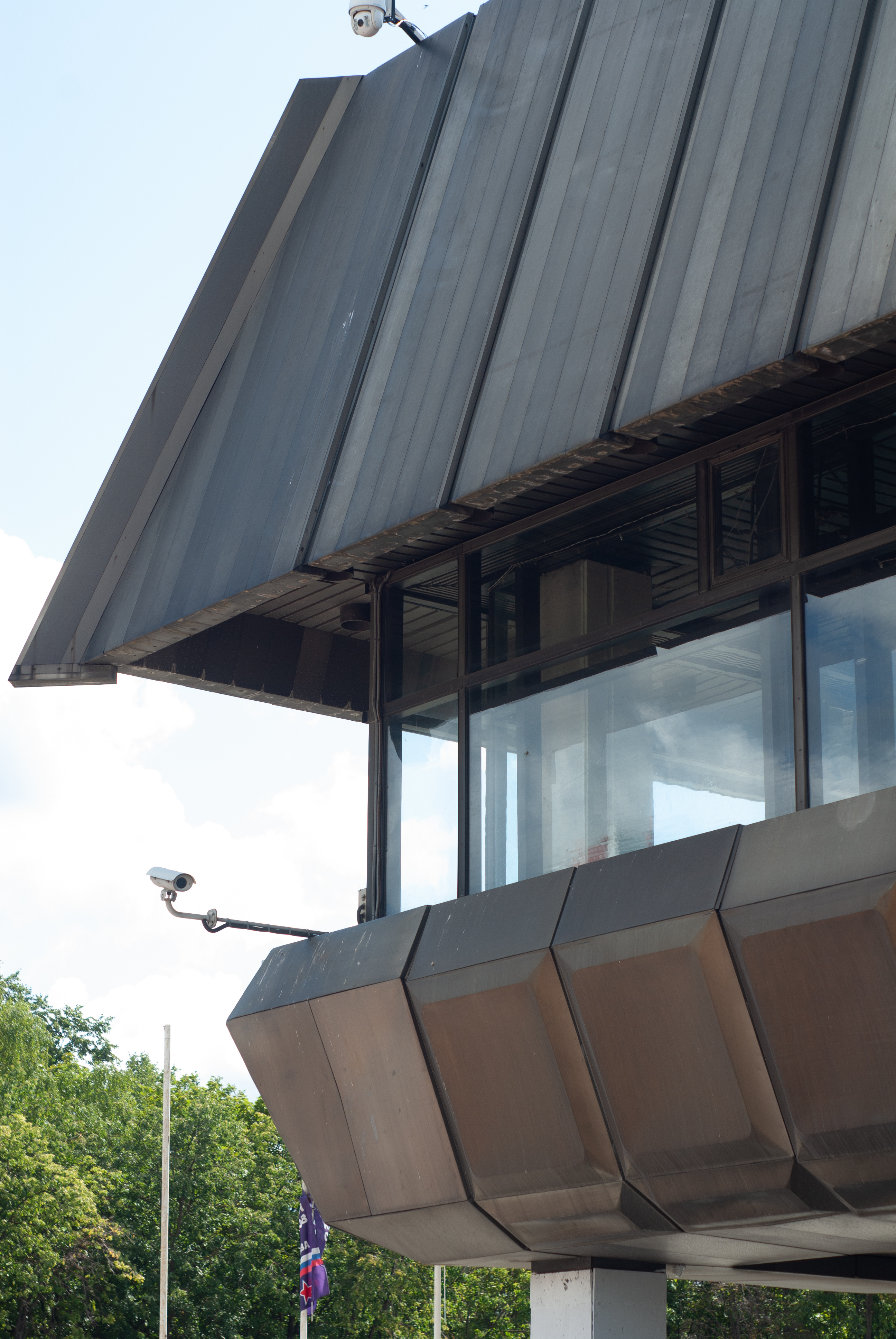
Детали отделки фасада металлическими листами

## Конфликт ОАО «ВИЛС» с ХК «Крылья Советов»
В конце 1990-х начале 2000-х годов ОАО «ВИЛС» перестал финансировать ХК «Крылья Советов» и при этом стал требовать от хоккейного клуба полной оплаты за аренду УДС «Крылья Советов», что привело ХК «Крылья Советов» к банкротству, развалу команды и закрытию УДС «Крылья Советов». Конфликт продолжался практически все 2000-е годы, до такой степени, что появились разговоры о переезде ХК «Крылья Советов» из Москвы в Саранск.
В 2007 году в конфликт попыталось вмешаться правительство Москвы, пообещав выкупить у ОАО «ВИЛС» принадлежащий ему УДС «Крылья Советов» в собственность города Москвы. Но сделать этого не удалось и в 2010 году УДС «Крылья Советов» всё ещё находится в собственности ОАО «ВИЛС».

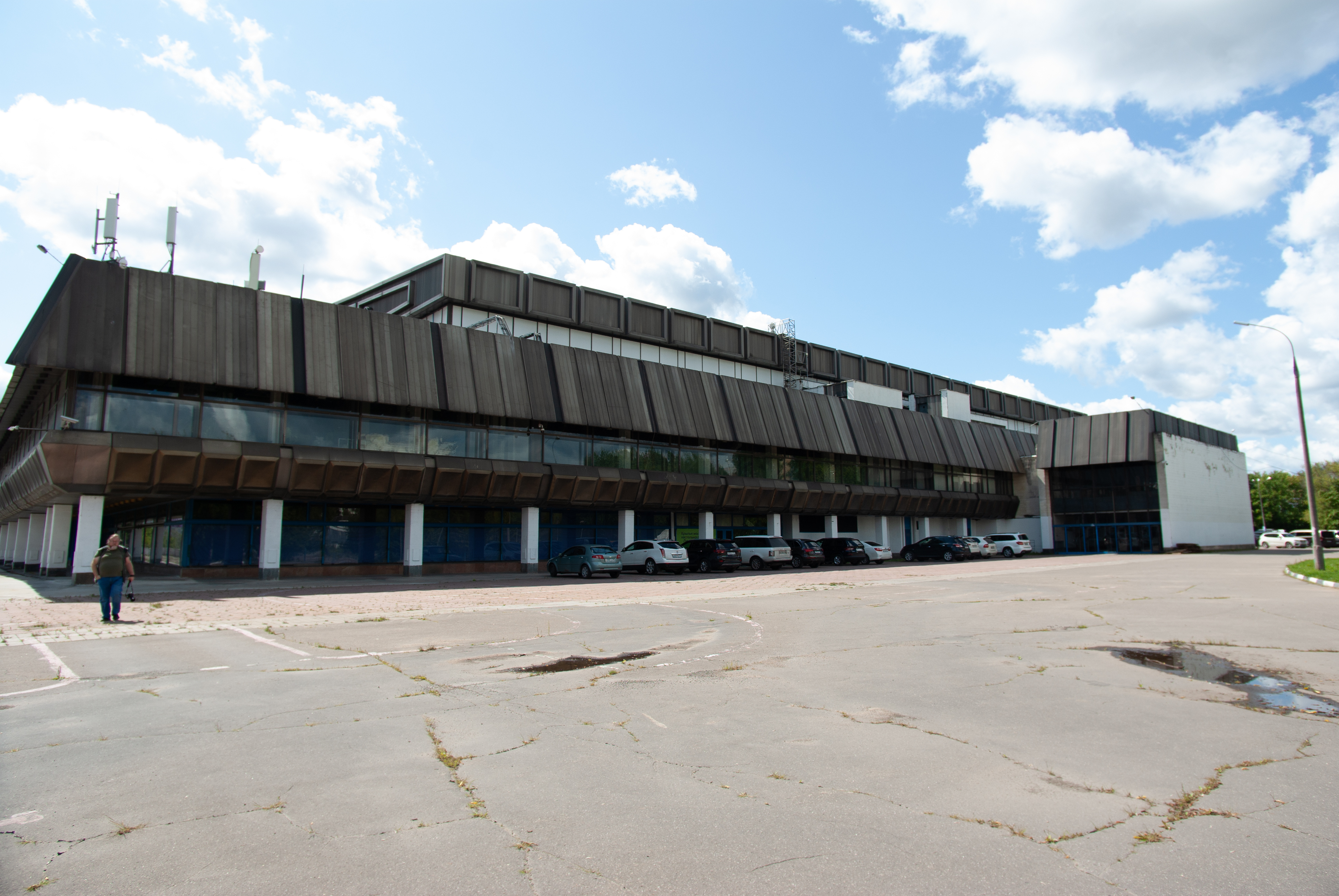
Северный, задний фасад здания

В 2008 году из-за конфликта с предприятием «ВИЛС» ХК «Крылья Советов» раскололся на две отдельно существующие команды: АНО ПХК «Крылья Советов», которая стала тренироваться в ЛДС «Витязь» (Подольск) и клуб МХК «Крылья Советов», который продолжил существовать в УДС «Крылья Советов».
23 июля 2010 года было сообщено о воссоединении двух клубов в один, которое и состоялось благодаря усилиям президента КХЛ Алексея Морозова. Планируется, что команда мастеров будет участвовать в ВХЛ, а молодёжная команда — в МХЛ.
Предполагается, что весь этот конфликт вокруг УДС «Крылья Советов» возник из-за желания собственника иметь прибыльную коммерческую эксплуатацию площадей и территории УДС. А сдача в аренду ХК «Крылья Советов» арены УДС «Крылья Советов» не приносит владельцу никаких дивидендов. Идеальным выходом был бы выкуп УДС «Крылья Советов» в собственность ХК «Крылья Советов» или в собственность города Москвы.